# فرودگاه فرنک سایکس
فرودگاه فرنک سایکس (به انگلیسی: Frank Sikes Airport) یک فرودگاه همگانی بهره‌برداری هوایی است که یک باند فرود آسفالت دارد و طول باند آن ۱۴۱۴ متر است، این فرودگاه در کشور ایالات متحده آمریکا قرار دارد و در ارتفاع ۹۱ متری از سطح دریا واقع شده است.